# Filmschau Baden-Württemberg
Die Filmschau Baden-Württemberg ist ein Filmfestival in Stuttgart.

## Geschichte
Die Filmschau wurde 1994 auf Initiative des Landes Baden-Württemberg ins Leben gerufen und wird vom Filmbüro Baden-Württemberg e. V. ausgerichtet. Sie fand erstmals im November 1995 als eigenständige Veranstaltung statt.
Festivalleiter ist der Filmbüro-Vorstand und Geschäftsführer Oliver Mahn.

## Filme
Ziel der Filmschau ist es, den Filmemachern aus Baden-Württemberg eine Präsentationsplattform zu bieten. Diese haben so die Möglichkeit, in einer Werkschau des baden-württembergischen Films ihre über das Jahr produzierten Arbeiten vorzustellen. Das Programm der Filmschau Baden-Württemberg setzt sich vorwiegend aus Dokumentarfilmen, Kurzspielfilmen und Animationsfilmen zusammen, es werden aber auch abendfüllende Spielfilme gezeigt und prämiert. Seit 2003 gibt es den BW Jugendfilmpreis, dabei haben junge Filmemacher die Möglichkeit, ihre Werke zu zeigen und Preise zu gewinnen.

## Preise
Bei einer Gala im Rahmen der Filmschau wird der Baden-Württembergische Filmpreis vergeben, in den vier Kategorien Bester Spielfilm, Bester Kurzspielfilm, Bester Dokumentarfilm und Bester Animationsfilm. Das Preisgeld beträgt jeweils 2.000 Euro. Außerdem wird seit 2011 der Baden-Württembergische Ehrenfilmpreis jeweils an eine Person, die sich auf besondere Weise für die Medienlandschaft in Baden-Württemberg verdient gemacht hat, verliehen.

### Preisträger des Ehrenfilmpreises
- 2011 Gudrun Schretzmeier (Kostümbildnerin und Ausstatterin)
- 2012 Gabriele Röthemeyer (Geschäftsführerin der Medien- und Filmgesellschaft Baden-Württemberg)
- 2013 Walter Schultheiß (Volksschauspieler)
- 2014 Jörn Großhans (Visual Effects Supervisor)
- 2015 Oliver Vogel (Produzent)
- 2016 Felix Huby (Autor)
- 2017 Robert Schwentke (Regisseur)
- 2018 Walter Sittler  (Schauspieler)
- 2020 Jochen Laube (Produzent)